# El Racó (Sant Pere de Ribes)
El Racó és una masia sobre la carretera de Vilafranca, al nord del nucli de Ribes (al Garraf) protegida com a bé cultural d'interès local.

## Arquitectura
El conjunt està format per diversos volums aïllats, construïts en diferents èpoques al voltant d'una antiga masia. El volum principal és de planta baixa, pis i golfes i té la coberta a dues vessants amb el carener paral·lel a la façana. El frontis consta d'un cos adossat amb la coberta habilitada com a terrassa transitable. Les obertures de les golfes són d'arc de mig punt arrebossat. L'acabat exterior és arrebossat i pintat de color cru. A finals del segle xix, es va construir un nou volum situat a uns 150 metres al nord de l'anterior. És de planta baixa i pis i té la coberta a dues vessants amb el carener paral·lel a la façana. Al frontis presenta dos portals d'arc escarser arrebossat, mentre que la resta d'obertures són d'arc pla arrebossat. L'acabat exterior és arrebossat i pintat de color cru, amb una de les façanes pintada amb la inscripció "Carnívor Restaurant". Al seu davant hi ha un volum modern constituït per diversos cossos superposats, que té una alçada de planta baixa i dos pisos. A principi del segle xx, es va bastir un nou volum adossat a la masia, segons l'estètica modernista predominant d'aquest període. És un edifici de planta baixa, pis i golfes amb la coberta a dues vessants. La composició de les façanes es defineix amb obertures d'arc mixtilini i d'arc pla arrebossats, amb una notable galeria a nivell de les golfes, formada amb quatre pòrtics d'arc de mig punt i dos arcs triangulars al centre. Aquests darrers enllacen amb el ràfec a través d'una gelosia ceràmica també amb forma d'arc triangular. L'acabat exterior és arrebossat i pintat de color ocre. En l'actualitat, la masia i la casa modernista formen part d'una propietat, mentre que els volums situats més al nord s'utilitzen com a restaurant.

## Història
La família Mestres del Racó està documentada a la zona des del segle xvii. Més endavant, a principi del segle xviii, n'era masover Joan Carbonell i propietari Francisco Mestre Pagès. Al nomenclàtor de 1860 també hi apareix la casa el Racó i el corral del Racó. Segons consta en el llibre d'Apeo de l'any 1847, la masia pertanyia a Ramon Mestre i Olivella. A principi del segle XX es dedicava a la producció de vi, que gaudia de cert renom. En aquest moment, Josep Font i Gumà hi va bastir una nova masia, quedant l'antiga com a masoveria. En l'actualitat una part es dedica a la restauració.